# Hôtel Hotchkiss
L'hôtel Hotchkiss (en anglais : Hotchkiss Hotel) est un hôtel américain situé à Hotchkiss, dans le comté de Delta, au Colorado. Il est inscrit au Registre national des lieux historiques depuis le 20 septembre 1984.